# Tarascolus clarus
Tarascolus clarus är en mångfotingart som beskrevs av Chamberlin 1943. Tarascolus clarus ingår i släktet Tarascolus och familjen Atopetholidae. Inga underarter finns listade i Catalogue of Life.